# Fulgora caerulescens
Fulgora caerulescens är en insektsart som beskrevs av Olivier 1791. Fulgora caerulescens ingår i släktet Fulgora och familjen lyktstritar. Inga underarter finns listade i Catalogue of Life.